# Кюринский округ
Кюринский округ — административная единица в составе Дагестанской области и Дагестанской АССР, существовавшая в 1865—1928 годах. Центр — село Касумкент.

## Этимология
Кавказовед Л. И. Лавров предполагает, что название происходит от арабского кюра — «область», «округ».

## История
Кюринский (военный) округ в составе Дагестанской области был образован после упразднения Кюринского ханства 2 февраля 1865 года. В 1921 году вошёл в состав Дагестанской АССР.
В ноябре 1928 года в Дагестанской АССР было введено кантонное деление и все округа были упразднены.
В 1905 г. из Кюринского округа разными скупщиками было вывезено ковров и паласов на сумму 279 945 руб.

## Население
По данным переписи 1897 года в уезде проживало 77,7 тыс. чел. В том числе лезгины — 76,3 %; табасараны, агулы и лакцы — 17,6 %; таты — 3,2 %; азербайджанцы — 1,7 %. В селе Касум-Кент проживало 1013 чел.

## Административное деление
Округ делился на наибства, которые в 1899 году были преобразованы в участки. Участки подразделялись на общества.
Кюринский округ подразделялся на наибства: 1) Гюнейское (центр — с. Касумкент), 2) Курахское (центр — с. Курах), 3) Кутур-Кюринское (центр — с. Вакаляр), 4) Южно-Табасаранское (центр — с. Зизик)) и 5) приставство Улусский магал (центр — с. Куллар).
В конце 1864 г. к округу присоединен южный Табасаран, а в 1883 г. Улусский магал, входивший прежде в состав Дербентского градоначальства.
К 1926 году округ делился на 6 участков: Агульский (центр — с. Тпиг), Гюнейский (центр — с. Касумкент), Курахский, Кутур-Кюринский (центр — с. Ичин), Улусский (центр — с. Заграб-Кент), Южно-Табасаранский (центр — с. Зильдиг).